# Felipe Antonio Alvarado
Felipe Antonio Alvarado Toledo y Pimentel (Salta, Argentina, 1793 - Lima, 1832), fue un jurista y militar argentino-peruano. Miembro fundador de la Junta Patriótica de Huaraz en 1818. Acompañó a José de San Martín en sus campañas por la Independencia del Perú entre 1820 y 1822.

## Biografía
Felipe Antonio era hijo de Juan Francisco de Alvarado y de María Pastora Toledo Pimentel e Hidalgo (nacida el 2 de abril de 1747). Fueron sus abuelos maternos Francisco Toledo Pimentel y Celis de Burgos y Juana Crisóstoma Hidalgo de Montemayor. Por su abuelo materno descendía Felipe Antonio de don Francisco Álvarez de Toledo y Pacheco II Conde de Oropesa. Estaba emparentado con el Gran Duque de Alba Fernando Álvarez de Toledo y Pimentel, hombre de confianza de Carlos V y gobernador de Milán, Nápoles, Países Bajos y Portugal.

### Independencia del Perú
Ejerció el cargo de juez subdelegado de la provincia de Huaylas (actual Huaraz) entre 1816 y 1820, período durante el cual fue miembro fundador e integró la Junta Patriótica de Huaraz, un organismo clandestino creado para difundir las ideas liberales en la sierra de Áncash y Huánuco entre 1818 y 1821.
Después de la entrevista de Guayaquil entre San Martín y Simón Bolívar, acabó formando parte del triunvirato que gobernó el Perú los años 1822 y 1823, la Suprema Junta Gubernativa del Perú, destacando en esa función.
Fue miembro del Congreso Constituyente de 1822 por el departamento de Lima. Dicho congreso constituyente fue el que elaboró la primera constitución política del país.